# N-121-C
La N-121-C o carretera Tudela-Tarazona es la vía que, junto con la actual  N-121 , comunica Tudela, en Navarra, con Tarazona, en Zaragoza. Está gestionada en todo su recorrido por el Gobierno de Navarra y está catalogada como carretera de interés general de la Comunidad Foral de Navarra.
Se inicia en la rotonda de enlaza la autovía del Ebro con la avenida de Tarazona en Tudela y finaliza en el límite provincial entre Navarra y Zaragoza, en Monteagudo. En la provincia de Zaragoza se continua con la N-121, gestionada por el Gobierno de España, hasta completar su recorrido en Tarazona. 
No debe confundirse con el resto de vías que conformaban la antigua  N-121  (carretera Tarazona a Francia por Dancharinea), cuya denominación y administración actual puede resultar algo confusa. Estas vías son:
- N-121-B  Carretera Pamplona-Francia por Baztan (junto con  NA-8307 ).
- N-121-A  Carretera Pamplona-Behobia (junto con  NA-1210 ).
- N-121  Carretera Pamplona-Tudela (junto con  NA-134 ,  NA-8703  y  NA-8712 ).
- N-121-C  Carretera Tudela-Límite Provincial Zaragoza.
- N-121  Carretera Tarazona a Francia por Dancharinea.

## Recorrido
| Señal | Kilómetro | Dirección                                                                                                  | Carretera                |
| ----- | --------- | --- | ------------------------ |
|       | 1,7       | (dirección norte) Tudela                                                                                   | Av. Tarazona             |
|       | 1,7       | (dirección sur) Logroño, Zaragoza Logroño, Zaragoza Pamplona, San Sebastián Cascante, Tarazona, Monteagudo | A-68 AP-68 AP-15 N-121-C |
|       | 2,4       | Logroño, Zaragoza Cascante, Tarazona, Monteagudo Ablitas Centro comercial                                  | AP-68 N-121-C NA-3010    |
|       | 2,8       | Reina Sofía                                                                                                | Reina Sofía              |
|       | 4         | Pamplona, Logroño, Zaragoza                                                                                | AP-68                    |
|       | 6,1       | Murchante                                                                                                  | NA-6840                  |
|       | 9         | Travesía de Cascante                                                                                       | Travesía de Cascante     |
|       | 9,1       | Cascante, Corella                                                                                          | NA-6830                  |
|       | 9,6       | Cintruéñigo, Fitero                                                                                        | NA-6900                  |
|       | 9,9       | Ablitas, Ribaforada                                                                                        | NA-3042                  |
|       | 11,5      | Travesía de Tulebras                                                                                       | Travesía de Tulebras     |
|       | 11,7      | Barillas, Malón                                                                                            | NA-3040                  |
|       | 13,1      | La Moyuela                                                                                                 | La Moyuela               |
|       | 13,3      | Travesía de Monteagudo                                                                                     | Travesía de Monteagudo   |
|       | 14,7      | (dirección sur) Tarazona, Soria                                                                            | N-121                    |
|       | 14,7      | (dirección norte) Tudela, Pamplona                                                                         | N-121-C                  |